# Рудометкин, Сергей Петрович
Сергей Петрович Рудометкин (1918 — ?) — советский строитель, Герой Социалистического Труда (1967).

## Биография
Родился в 1918 году в селе Николаевка (ныне — село Пограничное Новоузенский район Саратовской области).
Участник Великой Отечественной войны.
Приехал в Караганду в 1934 году. До 1942 года работал маляром на строительных работах в Жангале. В 1945—1977 г. — штукатур-маляр, бригадир Ленинского строительного управления комбината «Карагандашахтострой» Министерства строительства предприятий угольной промышленности СССР и строительного управления комбината «Карагандауголь». Принимал активное участие в строительстве предприятий угольной промышленности.
Делегат XXII съезда КПСС, делегат 6-8-го съездов Компартии Казахской ССР.
Почётный гражданин города Караганды (27.10.1977).
Награждён орденом Ленина, орденом Красной Звезды.
После выхода на пенсию проживал в Караганде.